# Vyvěste fangle
Vyvěste fangle (1988) je výběrová LP deska s písničkami z prvních let Semaforu. Obsahuje původní nahrávky, čímž se odlišuje od desek s novými verzemi písniček vydávaných ve stejné době (Evergreeny ze Semaforu 1 – 3). Obsahuje 18 písniček.

## Písničky
1. Vyvěste fangle (8. října 1962) – 1:55
2. Včera neděle byla (21. ledna 1960) – 2:40
3. Pramínek vlasů (21. ledna 1960) – 3:40
4. Léta dozrávání (21. ledna 1960) – 3:00
5. Klokočí (19. listopadu 1960) – 3:50
6. Sluníčko (19. listopadu 1960) – 2:25
7. Píseň o rose (31. ledna 1961) – 3:15
8. Škrhola (26. března 1962) – 2:00
9. Koupil jsem si knot (26. března 1962) – 3:10
10. Tulipán (8. října 1962) – 2:25
11. Chybí mi ta jistota (26. března 1962) – 3:15
12. Klementajn (21. února 1962) – 3:15
13. Honky tonky blues (1963) – 3:00
14. Babeta (1964) – 3:55
15. Toulaví zpěváci (19. ledna 1967) – 2:40
16. Mississippi (1969) – 3:30
17. Jo, to jsem ještě žil (1969) – 4:10
18. Kamarádi (19. ledna 1967) – 4:00

- Hudba: Jiří Šlitr (1, 2, 4–11, 13–18), Jiří Suchý (3), americká lidová (12)
- Texty: Jiří Suchý

## Účinkují

### Zpěváci
- Jiří Suchý (1, 3, 4, 6–18)
- Pavlína Filipovská (2)
- Zuzana Vrbová (6)
- Jiří Šlitr (11, 14, 16)
- Lenka Hartlová (15)
- Sbor divadla Semafor (1, 8, 14, 17)
- Vokální kvartet divadla Semafor (3, 4)
- Sbor Lubomíra Pánka (13, 19)

### Instrumentalisté
- Orchestr divadla Semafor řídí Ferdinand Havlík (1–11, 14–18)
- Karel Vlach se svým orchestrem (12)
- Rudolf Rokl – piano (13)
- Taneční soubor Československého rozhlasu